# Martin Reinke

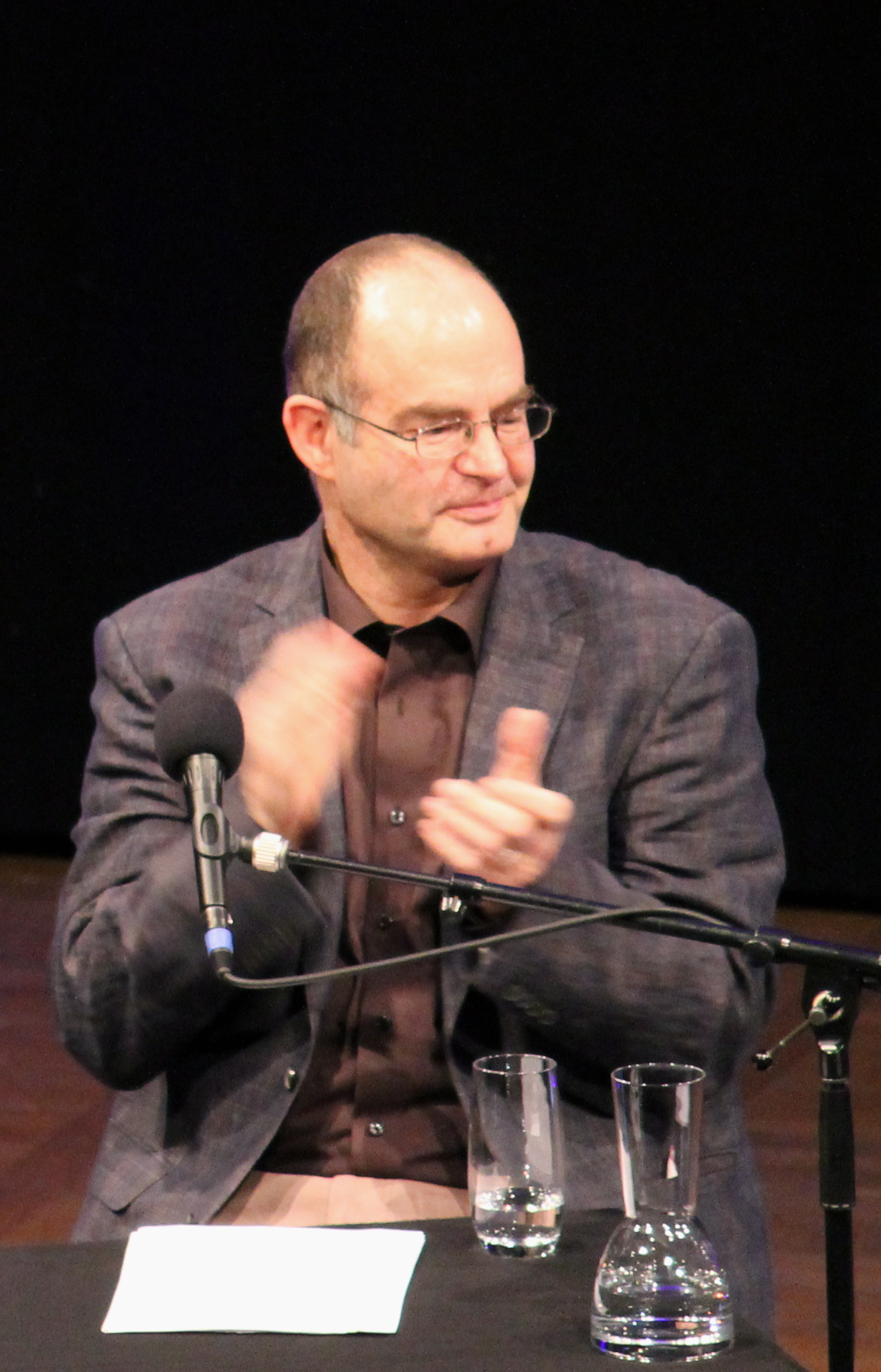
Martin Reinke während einer Lesung der Lit.Cologne 2013

Martin Reinke (* 25. März 1956 in Hamburg) ist ein deutscher Theaterschauspieler und Hörspielsprecher.

## Leben und Wirken
Nach seinem Abitur 1974 studierte er an der Universität Hamburg Mathematik und Philosophie. Parallel dazu besuchte er das  Schauspielstudio von Hildburg Frese. Sein Debüt gab er 1976 am Theater im Zimmer als Mr. Smith in Eugène Ionescos Die kahle Sängerin.
1977 bis 1979 arbeitete er am Theater Heilbronn, anschließend 1979 bis 1984 an den Vereinigten Städtischen Bühnen Krefeld und Mönchengladbach. Eine seiner Rollen dort war die des Hudetz in Ödön von Horváths Der jüngste Tag.
1984 bis 1989 war Reinke am Theater Bremen engagiert. Für seine Rolle des Siebenmark in Der arme Vetter von Ernst Barlach wurde er von der Zeitschrift Theater heute als bester Nachwuchsschauspieler der Spielzeit 1985/86 ausgezeichnet. Von 1987 bis 1990 verkörperte er Macheath in 220 Aufführungen der Dreigroschenoper in Berlin, Hamburg, Spoleto, Tokio und Köln (Regie: Günter Krämer). Von 1995 bis 1997 spielte er zunächst den Peachum, dann ab 1996 Peachum und Macheath im Burgtheater Wien (Regie: Paulus Manker).
1990 wechselte er an das Schauspiel Köln, bei dem er seitdem festes Ensemblemitglied ist. Er verkörperte hier Karl Moor in Die Räuber, Shlink in Bertolt Brechts Im Dickicht der Städte, die Titelfiguren in Richard III. und Dantons Tod, den Rittmeister in Der Vater von August Strindberg, Mephisto in Faust I, Hofreiter in Arthur Schnitzlers Das weite Land, Präsident von Walter in Kabale und Liebe, Horn in Bernhard-Marie Koltès Der Kampf des Negers und der Hunde in der Regie von Heike Frank und Antonio in Der Kaufmann von Venedig.
1991 stellte er wieder Hudetz in Der jüngste Tag dar. 1993 trat er bei den Wiener Festwochen erstmals in Wien auf. 1995 erhielt er als Peachum in der Dreigroschenoper ein Engagement am Burgtheater. 1996 verkörperte er am Deutschen Theater in Berlin Caligula in dem gleichnamigen Stück von Albert Camus.
Von 1996 bis 1998 spielte Reinke in Köln, Berlin und Wien mit insgesamt neun Produktionen. Weitere Rollen waren unter anderem 2003 Schlauberger in Die Vögel am Deutschen Theater Berlin sowie 2006 die Titelfigur in Faust I und 2007 in Faust II bei den Bad Hersfelder Festspielen, wofür er 2007 er den großen Hersfeld-Preis erhielt. Seit 2006 gehört er wieder zum Ensemble des Burgtheaters, ist aber Mitglied des Kölner Schauspiels geblieben.
In den vom NDR produzierten Folgen des ARD-Radio-Tatorts spricht er den Ermittler Jac Garthmann, einen Jazzpianisten, der von der Kriminalhauptkommissarin Bettina Breuer (Sandra Borgmann) als V-Mann eingesetzt wird. Von 2010 bis 2012 verkörperte Martin Reinke den Armen Nachbarn und Gott, den Herr im Jedermann bei den Salzburger Festspielen. Am 12. Januar 2018 feierte er am Schauspielhaus Köln seine 200. Premiere in der Rolle des Hamm in Samuel Becketts Endspiel.
2015 erregte er bei einem Gastspiel des Burgtheaters auf einem Theaterfestival in Budapest Aufsehen, indem er nach Ende der Vorstellung eine Erklärung verlas, in der er die rechtsnationale ungarische Regierung kritisierte. Darin beklagte er, dass sich das Land unter Ministerpräsident Viktor Orbán „immer mehr vom Geist der Demokratie und von Europa“  entferne. Der von Orbán eingesetzte Direktor des Nationaltheaters, Attila Vidnyánszky, reagierte empört und verlangte eine Erklärung der Burgtheaterdirektorin. Vidnyánszky ist der Nachfolger des Direktors Róbert Alföldi, der wegen seiner liberalen Anschauungen und wegen seiner Homosexualität der Regierung ein Dorn im Auge war.
Zur Spielzeit 2024/25 wechselte Reinke als festes Ensemblemitglied zum Wiener Burgtheater.

## Auszeichnungen
- Großer Hersfeld-Preis 2007 für die Darstellung des Faust in Faust I und Faust II.
- 2005 und 2012 PRIX EUROPA – Best European Radio Drama
- Nestroy-Theaterpreis 2016 – Beste Nebenrolle für seine Darstellung in Die Wiedervereinigung der beiden Koreas am Wiener Akademietheater[6]
- Nominierung für den FAUST-Preis  2017 für die Darstellung des Willy Loman in Tod eines Handlungsreisenden im Schauspiel Köln

## Filmografie
- 1993: Die Wache – (Serie, Folge Treibjagd)
- 2007: Viel Lärm um nichts
- 2011: Über uns das All
- 2012: Die Männer der Emden
- 2013: Tatort – Wer das Schweigen bricht
- 2014: Vergiss mein Ich

## Hörspiele (Auswahl)
- 1995: Bram Stoker: Dracula (als Dracula) – Regie: Annette Kurth (Hörspiel (3 Teile) – WDR)
- 1997: Dashiell Hammett: Der dünne Mann (als Nick Charles) – Regie: Walter Adler (Hörspiel (2 Teile) – SWF/HR)
- 1998: Michail Bulgakow: Der Meister und Margarita – Regie: Petra Meyenburg (Hörspiel (30 Teile) – MDR)
- 2002: Evelyn Dörr: Der Mann im Mond – Ein Radioballett mit Charlie Chaplin. Stück für Akustische Bühne (als Eric Campbell) – Regie: Claudia Johanna Leist (Hörspiel/Feature – WDR)
- 2003: Harlan Ellison: Mephisto in Onyx (als Henry Lake Spanning) – Regie: Annette Berger – WDR
- 2005: Karlheinz Koinegg: Ritter Artus und die Ritter der Tafelrunde (als Uther Pendragon) – Regie: Angeli Backhausen (Kinderhörspiel (6 Teile) – WDR)
- 2008: Frank Göhre: Schmutzige Wäsche – Regie: Norbert Schaeffer (Radio-Tatort – NDR)
- 2008: Matthias Wittekindt: Tod eines Tauchers – Regie: Norbert Schaeffer (Radio-Tatort – NDR) Der Hörverlag 2010, ISBN 978-3-86717-267-7.
- 2010: Matthias Wittekindt: Störtebekers Rache – Regie: Norbert Schaeffer. (Radio-Tatort – NDR)
- 2010: Elisabeth Herrmann: Schlick – Regie: Sven Stricker (Radio-Tatort – NDR)
- 2011: Matthias Wittekindt: Totalverlust – Regie: Sven Stricker (Radio-Tatort – NDR)
- 2011: Elisabeth Herrmann: Versunkene Gräber – Regie: Sven Stricker (Radio-Tatort – NDR)
- 2011: Franz Kafka: Der Verschollene (Erzähler 2) – Regie: Beate Andres (Hörspiel – SWR)
- 2012: Matthias Wittekindt: Die blaue Jacht – Regie: Sven Stricker (Radio-Tatort – NDR)
- 2014: Ferdinand von Schirach: Der Fall Collini – Regie: Uwe Schareck (Hörspiel – WDR)
- 2014: Sabine Stein: Stand der Dinge – Regie: Andrea Getto (Radio-Tatort – NDR)
- 2015: Sabine Stein: Queenie – Regie: Andrea Getto (Radio-Tatort – NDR)
- 2015: Elisabeth Herrmann: Das Grab der kleinen Vögel – Regie: Sven Stricker (ARD Radio Tatort – NDR)
- 2016: Sabine Stein: Solo für Broschek – Regie: Andrea Getto (Radio-Tatort – NDR)
- 2018: Daniel Kehlmann: Tyll – Regie: Alexander Schuhmacher (Hörspielserie (8 Folgen) – WDR)
- 2018: Hilary Mantel: Brüder – Regie: Walter Adler (Hörspielserie (26 Folgen) – WDR)[7]
- 2018: Sabine Stein: Zweite Ernte – Regie: Andrea Getto (Radio-Tatort – NDR)
- 2021: David Zane Mairowitz und Philine Velhagen: Orwells Remington – Regie: Mairowitz und Velhagen (Hörspiel (4 Teile) – WDR)[8]
- 2022: Sabine Stein: Im Tunnel – Regie Andrea Getto (Radio Tatort – NDR)
- 2023: Anne-M. Keßel: Boudicca. Die Keltenkriegerin (als Kaiser Claudius) – Regie: Martin Zylka (Hörspiel-Podcast (8 Folgen) – WDR)[9]